# Shipot Point
Der Shipot Point (englisch; bulgarisch нос Шипот nos Shipot) ist eine 630 m lange und unvereiste Landspitze an der Nordwestküste von Robert Island im Archipel der Südlichen Shetlandinseln. Sie bildet 3,63 km nordöstlich des Fort William und 1,36 km südwestlich des Hammer Point gemeinsam mit Osenovlag Island and Svetulka Island aus der Gruppe der Onogur-Inseln die Südwestseite des Clothier Harbour.
Bulgarische Wissenschaftler kartierten sie 2009. Die bulgarische Kommission für Antarktische Geographische Namen benannte sie 2013 nach der Ortschaft Schipot im Nordwesten Bulgariens.